# Gare de Lavaveix-les-Mines
La gare de Lavaveix-les-Mines est une gare ferroviaire française de la ligne de Busseau-sur-Creuse à Ussel, située sur le territoire de la commune de Lavaveix-les-Mines, dans le département de la Creuse, en région Nouvelle-Aquitaine.
C'est une halte voyageurs de la Société nationale des chemins de fer français (SNCF), desservie par des trains TER Nouvelle-Aquitaine.

## Situation ferroviaire
Établie à 381 mètres d'altitude, la gare de Lavaveix-les-Mines est située au point kilométrique (PK) 396,444 de la ligne de Busseau-sur-Creuse à Ussel, entre les gares ouvertes de Busseau-sur-Creuse et d'Aubusson. En direction de Busseau, s'intercale la gare fermée d'Ahun et en direction d'Ussel, les gares fermées de Saint-Martial-le-Mont, Vaveix-Issoudun et Fourneaux.

## Histoire
La ligne desservant la gare devrait être fermée durant l'été 2025.

## Fréquentation
Selon les estimations de la SNCF, la fréquentation annuelle de la gare figure dans le tableau ci-dessous.
| Année               | 2015  | 2016 | 2017 | 2018 | 2019 | 2020 | 2021 | 2022 | 2023 |
| ------------------- | ----- | ---- | ---- | ---- | ---- | ---- | ---- | ---- | ---- |
| Nombre de voyageurs | 1 094 | 404  | 198  | 92   | 93   | 23   | 41   | 53   | 303  |

## Service des voyageurs

### Accueil
Halte SNCF, c'est un point d'arrêt non géré (PANG) à accès libre.

### Desserte
Lavaveix-les-Mines est desservie par les trains TER Nouvelle-Aquitaine (ligne de Guéret à Felletin). Il y a deux aller-retours quotidiens en semaine. La gare n’est pas desservie le week-end.

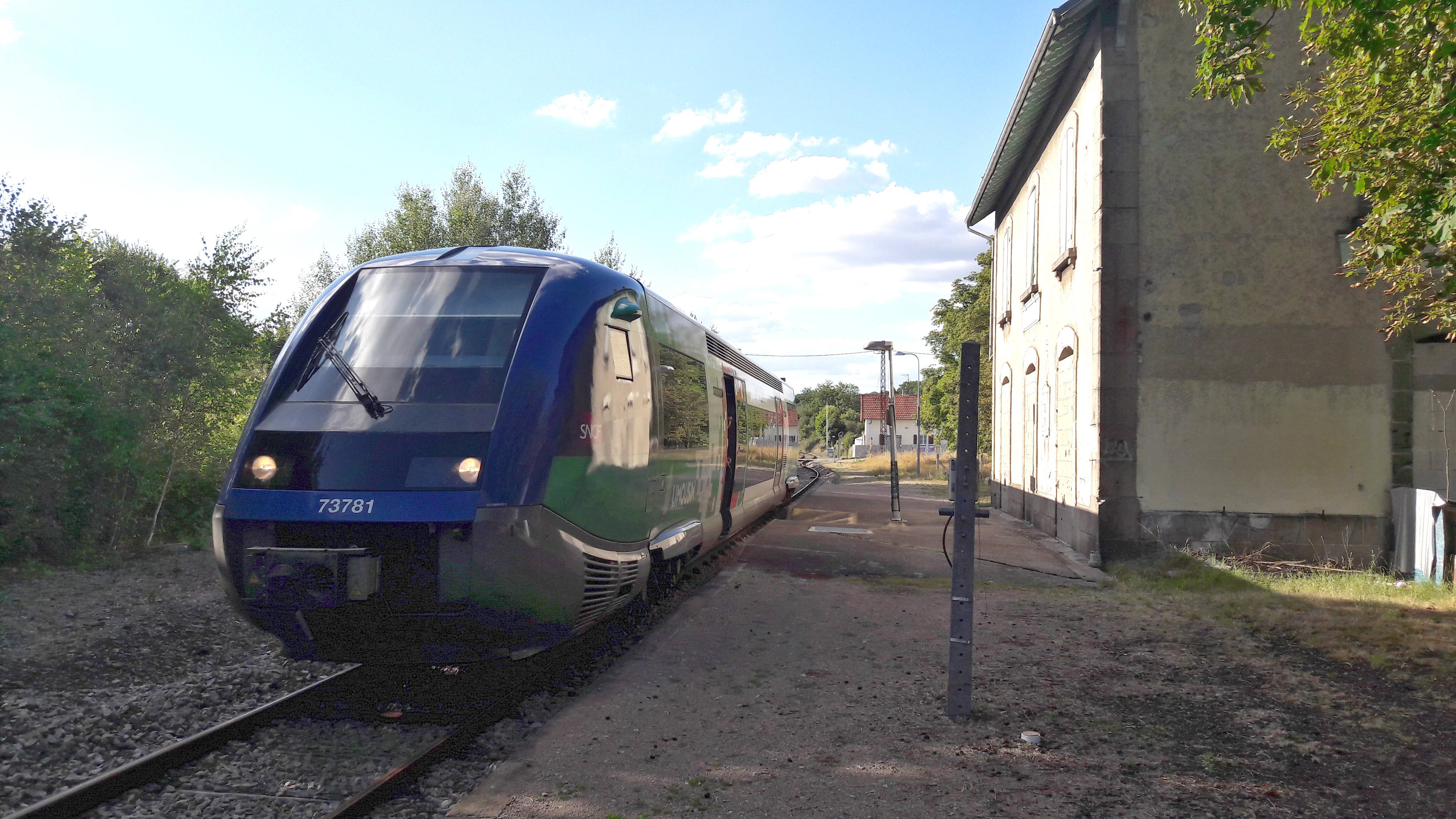
Arrêt d'un TER à destination de Felletin

### Intermodalité
Un parking pour les véhicules y est aménagé sur le côté de l’ancien bâtiment voyageur.